# Thomas Sanderling
Thomas Sanderling (Novosibirsk, 2 ottobre 1942) è un direttore d'orchestra tedesco.
Suo padre era il direttore d'orchestra Kurt Sanderling. I suoi fratellastri sono i direttori d'orchestra Stefan Sanderling e Michael Sanderling.

## Biografia
Sanderling nacque a Novosibirsk e iniziò la sua formazione studiando violino presso la scuola speciale del Conservatorio di Leningrado. Nel 1960 iniziò i suoi studi alla Hochschule für Musik Hanns Eisler di Berlino. Nel 1962 dopo aver vinto un concorso nazionale di direzione, fece il suo debutto come direttore, seguito da ulteriori studi con Hans Swarowsky. Era assistente di Herbert von Karajan e Leonard Bernstein.
Sanderling iniziò la sua carriera a Sondershausen e Reichenbach, prima di essere nominato direttore musicale a Halle/Saale nel 1966. Nel 1978 debuttò alla Wiener Staatsoper e successivamente alla Bayerische Staatsoper. È stato direttore ospite principale della Deutsche Staatsoper di Berlino dal 1978 al 1983. Si trasferì nella Repubblica Federale di Germania nel 1983. Tra il 1984 e il 1986 è stato direttore principale e consulente artistico dell'Amsterdam Philharmonisch Orkest.
Sanderling è stato direttore ospite principale della Philharmonic Orchestra Novosibirsk e della National Philharmonic Orchestra of Russia. Nel 1992 è diventato direttore musicale dell'Osaka Symphony Orchestra. Ha vinto due volte il premio della critica del Grand Prix of Osaka. L'orchestra gli ha conferito il titolo di direttore musicale laureato a vita. Nel maggio 2013 Sanderling diresse la prima mondiale dell'ultima opera di Mieczysław Weinberg, Der Idiot, basata sul romanzo di Dostoevskij, al Nationaltheater Mannheim. Nel mese di luglio 2017 l'Orchestra Filarmonica di Novosibirsk annunciò la nomina di Sanderling come successivo direttore principale e direttore musicale, a partire da agosto 2017.
Sanderling ha un rapporto particolare con la musica di Dmitrij Šostakovič e con lo stesso Šostakovič. Šostakovič partecipò al debutto di Sanderling a Mosca e successivamente gli chiese di dirigere le prime esibizioni tedesche delle sue Sinfonie n. 13 e 14. Sanderling realizzò anche la prima traduzione tedesca di entrambi i testi delle sinfonie, con l'autorizzazione del compositore. Sandering ha registrato la Michelangelo Suite di Šostakovič e cicli di canzoni per orchestra sulla Deutsche Grammophon.